# Hexathele hochstetteri
Espèce
Synonymes
- Hexathele websteri Hogg, 1908
- Hexathele sandersoni Todd, 1945

Hexathele hochstetteri est une espèce d'araignées mygalomorphes de la famille des Hexathelidae.

## Distribution
Cette espèce est endémique de Nouvelle-Zélande.

## Description

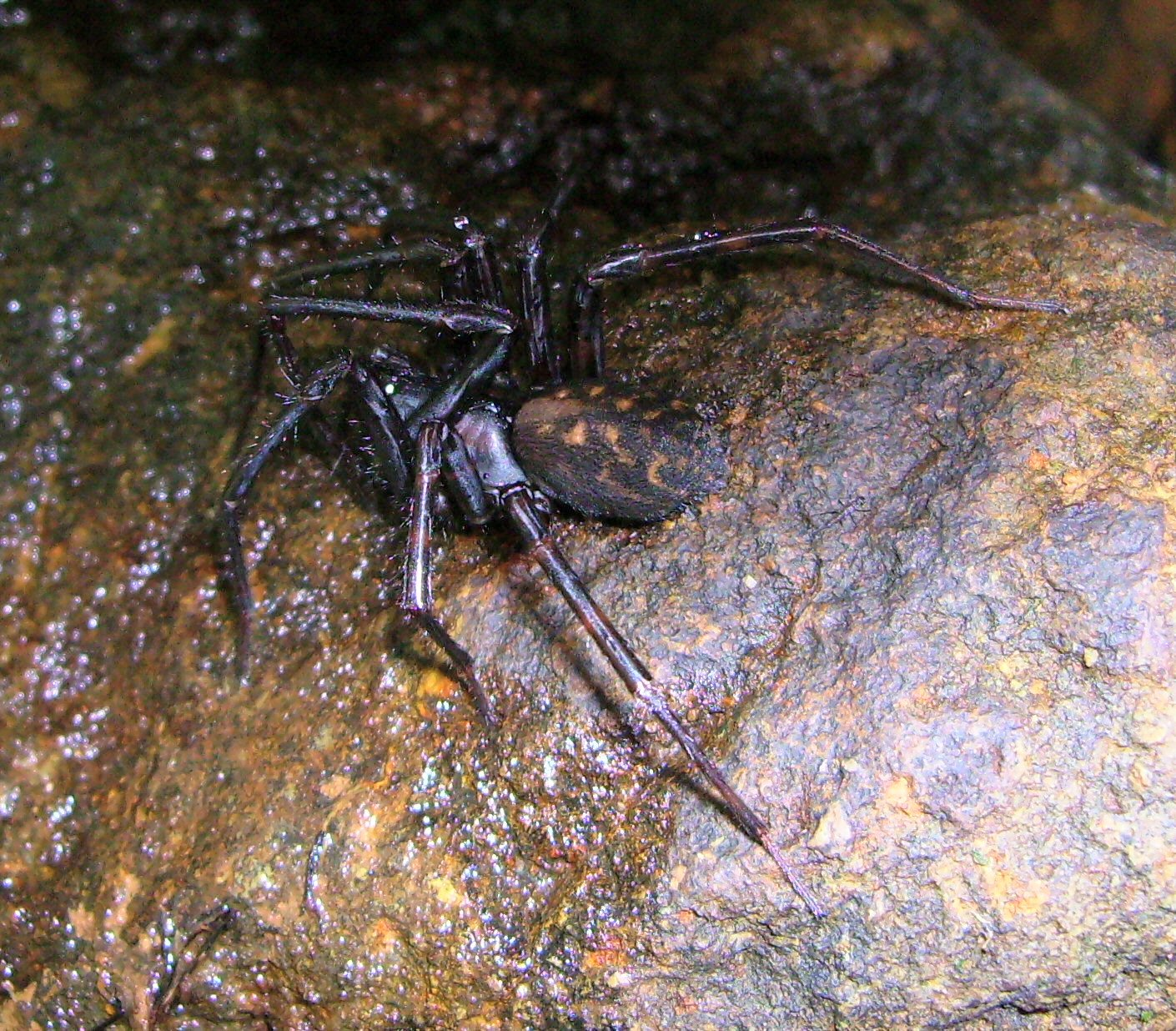
Hexathele hochstetteri

Le corps de cette araignée mesure 25 mm

## Étymologie
Cette espèce est nommée en l'honneur de Ferdinand von Hochstetter.

## Publication originale
- Ausserer, 1871 : Beiträge zur Kenntniss der Arachniden-Familie der Territelariae Thorell (Mygalidae Autor). Verhandllungen der Kaiserlich-Kongiglichen Zoologish-Botanischen Gesellschaft in Wien, vol. 21, p. 117-224 (texte intégral).